# 活屍大軍：拉斯維加斯的陷落
《活屍大軍：拉斯維加斯的陷落》（英語：Army of the Dead: Lost Vegas）是一部美國動漫風網路電視動畫，2021年電影《活屍大軍》的衍生作品。劇集由傑·奧利瓦開發，梅杜扎特動畫（Meduzarts Animation）製作，Netflix發行。
電影演員戴夫·巴帝斯塔、艾拉·彭内爾、安娜·狄拉·雷格拉、奧瑪瑞·哈威克及提格·諾塔羅回歸詮釋他們在長片中的角色。

## 劇情
動畫劇情著重於喪屍爆發的神秘源頭，以及史考特和他的團隊在拉斯維加斯地區淪陷期間的起源故事。

## 配音員
- 戴夫·巴帝斯塔配音史考特·沃德（Scott Ward）[2]
- 艾拉·彭内爾配音凱特·沃德（Kate Ward）[2]
- 安娜·狄拉·雷格拉配音瑪莉亞·克魯茲（Maria Cruz）[2]
- 奧瑪瑞·哈威克配音范德羅（Vanderohe）[2]
- 提格·諾塔羅配音瑪麗安娜·比特絲（Marianne Peters）[2]
- 喬·曼格尼洛配音羅斯（Rose）[3]
- 克利斯汀·史萊特配音泰倫斯（Torrance）[3]
- 亨利·藍尼克斯配音鮑曼（Boorman）[3]
- 凡妮莎·哈金斯配音薇洛（Willow）[3]
- 羅斯·巴特勒（英语：Ross Butler (actor)）配音陳（Chen）[4]
- 安雅·夏隆查配音露西莉亞（Lucilia）[4]
- 耶蒂德·巴达基配音梅魯女王（Queen Meeru）[4]
- 克莉絲汀娜·瑞恩（Christina Wren）配音妮可（Nicole）[4]
- 莫妮卡·巴巴羅配音梅根（Meagan）[4]
- 吉娜·瑪隆配音賽塔（Zeta）[4]
- 諾蘭·諾斯配音克萊姆森（Clemenson）[4]

## 製作
《活屍大軍：拉斯維加斯的陷落》為2021年Netflix電影《活屍大軍》的衍生作品，由位於加拿大蒙特婁的梅杜扎特動畫（Meduzarts Animation）負責主要動畫製作，主要講述史考特·沃德（Scott Ward，戴夫·巴帝斯塔配音）和他的搶劫團隊在拉斯維加斯最初淪陷期間的起源故事，同時揭露喪屍爆發的神秘源頭。2020年9月，Netflix批准該動畫和前傳電影《活屍大軍前傳》的製作，電影部份演員回歸配音他們各自的角色，查克·史奈德和傑·奧利瓦確認將執導其中的兩集。10月初，喬·曼格尼洛、克利斯汀·史萊特、亨利·藍尼克斯和凡妮莎·哈金斯等演員加入配音陣容。

## 外部連結
- 互联网电影数据库（IMDb）上《活屍大軍：拉斯維加斯的陷落》的资料（英文）